# Demenz
Die Demenz ([deˈmɛnʦ], lateinisch dementia ‚Wahnsinn‘, ‚Torheit‘) ist ein Muster von Symptomen unterschiedlicher Erkrankungen, deren Hauptmerkmal eine Verschlechterung von mehreren geistigen (kognitiven) Fähigkeiten im Vergleich zum früheren Zustand ist. Sie kann durch verschiedene nicht-degenerative und degenerative Erkrankungen des Gehirns entstehen. Der Begriff leitet sich ab von lateinisch demens ‚unvernünftig‘ (ohne mens, das heißt‚ ohne ‚Verstand‘, ‚Denkkraft’ oder ‚Besonnenheit‘ seiend) und kann mit ‚Nachlassen der Verstandeskraft’ übersetzt werden.
Das Symptombild der Demenz umfasst Einbußen an kognitiven, emotionalen und sozialen Fähigkeiten. Vor allem betroffen sind das Kurzzeitgedächtnis, das Denkvermögen, die Sprache und die Motorik; bei einigen Formen kommt es auch zu Veränderungen der Persönlichkeit. Kennzeichnend für die Demenz ist der Verlust von Denkfähigkeiten, die im Lebensverlauf erworben wurden (im Gegensatz z. B. zur angeborenen Minderbegabung).
Heute sind die Ursachen einiger Demenzen geklärt, bei vielen Formen gibt es jedoch noch keine eindeutigen, unumstrittenen Erkenntnisse zur Entstehung. Einige wenige Formen von Demenz sind reversibel, bei einigen anderen Formen sind in begrenztem Umfang therapeutische Interventionen möglich; diese können allerdings lediglich das Auftreten bestimmter Symptome verhindern. Die Alzheimer-Krankheit ist mit 60 bis 70 % aller Fälle die häufigste Ursache einer Demenz.
Im März 2023 gab die Weltgesundheitsorganisation (WHO) die Zahl der von Demenz betroffenen Menschen mit weltweit über 55 Millionen an.

## Definition der Demenz
Eine Demenz wird in der wissenschaftlichen Diskussion anhand diagnostischer Kriterien beschrieben. Sie ist eine Kombination von Symptomen des zunehmenden Abbaus kognitiver, emotionaler und sozialer Fähigkeiten, die im Verlauf zu einer Beeinträchtigung beruflicher und später allgemein sozialer Funktionen führen. „Unabhängig von der Ursache versteht man unter einem Demenzsyndrom eine über die Altersnorm hinausgehende längerfristige Störung verschiedener geistiger Leistungen, z.B. Gedächtnis- oder Orientierungsstörungen.“
Als Leitsymptom gilt die Gedächtnisstörung. Zu Beginn treten Störungen des Kurzzeitgedächtnisses und der Merkfähigkeit auf, später folgen Störungen in der Orientierungsfähigkeit. Im weiteren Verlauf einer Demenz kann der betroffene Mensch immer weniger auf bereits eingeprägte Inhalte des Langzeitgedächtnisses zurückgreifen, so dass er die während seines Lebens erworbenen Kenntnisse, Fähigkeiten und Fertigkeiten verliert.

### In der ICD-10
Demenz (ICD-10-Code F00-F03) ist ein Syndrom als Folge einer meist chronischen oder fortschreitenden Krankheit des Gehirns mit Störung vieler höherer kortikaler Funktionen (einschließlich Gedächtnis, Denken, Orientierung, Auffassung, Rechnen, Lernfähigkeit, Sprache, Sprechen) und des Urteilsvermögens (im Sinne der Fähigkeit zur Entscheidung). Das Bewusstsein ist jedoch nicht getrübt. Für die Diagnose einer Demenz müssen die Symptome nach ICD mindestens sechs Monate lang bestanden haben. Sinne und Wahrnehmung funktionieren im für die Person üblichen Rahmen. Gewöhnlich werden die kognitiven Beeinträchtigungen begleitet von Auffälligkeiten der emotionalen Kontrolle und der Gemütslage, des Sozialverhaltens oder der Motivation; gelegentlich treten diese Veränderungen eher auf. Sie kommen bei Alzheimer-Krankheit, Gefäßerkrankungen des Gehirns und anderen Zustandsbildern vor, die primär oder sekundär das Gehirn und die Neuronen betreffen.

### Im DSM-5
Die 2013 erschienene Neuauflage DSM-5 des US-amerikanischen Diagnostic and Statistical Manual of Mental Disorders verwendet den Begriff der Demenz nicht mehr, sondern spricht von neurokognitiven Störungen (neurocognitive disorders, NCD) und schließt weitgehend alle erworbenen Hirnleistungsstörungen ein, mit Ausnahme kognitiver Beeinträchtigungen bei Psychosen oder Schizophrenie und kognitive Störungen bei Hirnentwicklungsstörungen. Die bisher im DSM nicht berücksichtigte leichte kognitive Beeinträchtigung (mild cognitive impairment, MCI) wird dagegen ebenso berücksichtigt wie das Delir, Letzteres als eigenständige Kategorie. Das DSM-5 unterscheidet hinsichtlich der Demenzen, die nun eben als Oberbegriff neurocognitive disorders heißen, folgende als gesichert geltende Krankheiten, wobei die vollständige Formulierung lautet „neurokognitive Störung aufgrund […]“, und das Wort „Demenz“ aus der DSM-Terminologie vollständig verschwunden ist.
Neurokognitive Störungen aufgrund
- Alzheimer-Krankheit
- frontotemporal
- Lewy-Körpern
- vaskulär
- Schädel-Hirn-Trauma
- substanz-/medikationsinduziert
- aufgrund HIV-Infektion
- aufgrund Prionenkrankheit
- aufgrund Parkinson-Krankheit
- aufgrund Huntington-Krankheit
- aufgrund anderem medizinischen Faktor
- aufgrund multipler Ätiologie[5]

Die bisherigen diagnostischen Kategorien
- Aphasie (Wortfindungsstörung): Störung der Sprache
- Apraxie (Werkzeugstörung): beeinträchtigte Fähigkeit, motorische Aktivitäten auszuführen
- Agnosie (Gestörtes Wiedererkennen): Unfähigkeit, Gegenstände zu identifizieren bzw. wiederzuerkennen
- Dysexekutives Syndrom: Störung der Exekutivfunktionen, d. h. Planen, Organisieren, Einhalten einer Reihenfolge

wurden neu gefasst und erweitert zu den Diagnosekriterien komplexe Aufmerksamkeit, exekutive Funktionen, Lernen und Gedächtnis, Sprache, perzeptuell motorische Fähigkeiten und soziale Kognitionen.

### Abgrenzung von Demenz und Alzheimer
Die Begriffe Alzheimer und Demenz sind klar voneinander zu unterscheiden: Demenz beschreibt einen Symptomkomplex, der als Manifestation verschiedener neurologischer Erkrankungen auftreten kann und anhand diagnostischer Kriterien beschrieben wird, unter anderem der des ICD-10. Demenz zeichnet sich durch den zunehmenden Verlust kognitiver, emotionaler und sozialer Fähigkeiten aus. Die Alzheimer-Krankheit ist dagegen eine neurodegenerative Krankheit, die sich primär durch das Syndrom Demenz auszeichnet und für mindestens 60 % aller Demenzerkrankungen verantwortlich ist. Diese degenerative Erkrankung des Gehirns führt zur unumkehrbaren Zerstörung von Nervenzellen und verläuft bei jedem Menschen unterschiedlich. Eine Gleichsetzung der Begriffe Alzheimer und Demenz ist dennoch irreführend und sollte vermieden werden.
Die Alzheimer-Demenz zählt zu den sogenannten primären Demenzen, bei denen die Störungen (kognitive Veränderungen etc.) direkt auf Gehirnveränderungen zurückzuführen ist. Ursächlich für sekundäre Demenzen sind dagegen Mangelerscheinungen, Verletzungen oder Vergiftungen (Medikamentenmissbrauch, Alkoholabusus). Im Gegensatz zu einigen sekundären Demenzen ist die Alzheimer-Demenz wie auch die anderen primären Demenzen (vaskuläre Demenz, Lewy-Körperchen-Demenz u. a.) nach dem derzeitigen Kenntnisstand irreversibel.

## Demenzformen
Zahlreiche Formen der Demenz werden unterschieden. Die Alzheimer-Demenz ist dabei die häufigste Form, die vermutlich über 60 % der Krankheitsfälle ausmacht. Sie tritt in der Regel erst jenseits des 60. Lebensjahres auf und zählt ebenso wie die meisten anderen Demenzformen zu den gerontopsychiatrischen Störungen – seltenere Demenzformen können auch bei jüngeren Patienten auftreten. Die wesentlichen Erkrankungen, die sich in Ursache, Verlauf und Erkrankungsalter unterscheiden und zu Demenz führen, sind:
- Alzheimer-Krankheit
- Vaskuläre Demenz (veraltet auch: Multi-Infarkt-Demenz (MID), seltener subkortikale arteriosklerotische Enzephalopathie)
- Lewy-Körperchen-Demenz
- Frontotemporale Demenz bzw. Pick-Krankheit[12]

Weitere, seltenere Formen sind
- Demenz in Folge der Creutzfeldt-Jakob-Krankheit
- Korsakow-Syndrom, verursacht durch Alkoholmissbrauch
- Demenz im Zusammenhang mit der Parkinson-Krankheit

Außerdem können Demenzen durch sogenannte raumgreifende Ereignisse im Gehirn verursacht werden, z. B. durch Tumoren, Hämatome oder im Zusammenhang mit einem Hydrozephalus. Diese sind unter bestimmten Bedingungen reversibel, d. h., die demenziellen Veränderungen können sich zurückbilden, wenn die auslösende Ursache entfernt ist.
In der Fachliteratur werden allerdings weitere Demenzformen klassifiziert, und je nach Systematik unterschiedlich bezeichnet. Während für den Laien die obenstehende Übersicht ausreichen sollte, muss das Fachpersonal im gerontopsychiatrischen Arbeitsfeld die detaillierten Diagnosen mit der zugehörigen Klassifikation unterscheiden.

### Klassifikationen der Demenzformen
Im deutschen Sprachbereich orientieren sich die Fachgesellschaften an der Ursache, hier gilt entweder die Klassifikation der Deutschen Gesellschaft für Neurologie oder die Internationale Klassifikation der Krankheiten (ICD-10) der Weltgesundheitsorganisation. In der US-amerikanischen Forschung orientiert sich die Einteilung am Ort der Schädigung im Gehirn.

#### Klassifikation der Deutschen Gesellschaft für Neurologie
Die Demenzformen werden laut der Deutschen Gesellschaft für Neurologie und der Deutschen Gesellschaft für Psychiatrie und Psychotherapie, Psychosomatik und Nervenheilkunde nach der Pathogenese in vaskuläre, (neuro-)degenerative Demenzformen und Mischformen unterteilt.
Vaskuläre Demenz (VAD)
- Multiinfarktsyndrom: Defektsyndrom nach größeren, einzelnen oder multiplen, ischämischen oder hämorrhagischen Schlaganfällen (Insulten) mit Untergang einer kritischen Masse an neuronalem Gewebe (wahrscheinlich ca. 100 ml)
- Strategische Insulte: ausgeprägte kognitive Defizite bei kleinem Läsionsvolumen an entscheidenden Stellen (Thalamus, hinteres Kapselknie, frontales Marklager)
- Mikroangiopathische Läsionen
  - multilakunäres Syndrom
  - konfluierende Marklagerveränderungen (Subkortikale arteriosklerotische Enzephalopathie, SAE)
- Mikrogefäßveränderungen
  - Kapillarverlust
  - Blut-Hirn-Schranken-Störungen
- genetische Grunderkrankungen
  - CADASIL-Erkrankung
  - HERNS-Syndrom
  - Familial British dementia (HCHWA-D (Hereditary Cerebral Hemorrhages with Amyloidosis of the Dutch Type), HCHWA-I (Icelandic Type))

Degenerative Demenz
- Alzheimer-Krankheit
- Frontotemporale Demenz[12]
- Lewy-Körperchen-Demenz

#### Klassifikation nach ICD-10
Nach ICD-10 werden die Demenzen unterteilt in
- Demenz bei Alzheimer-Krankheit
- vaskuläre Demenz (VAD)
  - VAD mit akutem Beginn (nach mehreren kleineren Schlaganfällen, einer einzigen massiven Infarzierung als Folge von zerebrovaskulärer Thrombose, Embolie oder Blutung)
  - Multiinfarkt-Demenz (vorwiegend kortikale Demenz, allmählicher Beginn, nach Anhäufung von Infarkten im Hirngewebe)
  - subkortikale vaskuläre Demenz (arterielle Hypertonie, ischämische Herde im Marklager der Hemisphären, klinisches Bild erinnert an Alzheimer-Krankheit)
  - gemischte kortikale und subkortikale vaskuläre Demenz
  - sonstige vaskuläre Demenz
  - vaskuläre Demenz, nicht näher bezeichnet
- Demenz bei anderenorts klassifizierten Krankheiten
  - Pick-Krankheit[12]
  - Creutzfeldt-Jakob-Krankheit
  - Chorea Huntington
  - primäres Parkinson-Syndrom
  - Aids
  - Demenz bei anderenorts klassifizierten Krankheitsbildern
    - Epilepsie
    - hepatolentikulärer Degeneration (Morbus Wilson)
    - Hyperkalziämie
    - Hypothyreose, erworben
    - Intoxikationen
    - Lewy-Körperchen-Demenz
    - multiple Sklerose
    - Neurosyphilis
    - Niacin-Mangel (Pellagra)
    - Panarteriitis nodosa
    - systemischer Lupus erythematodes
    - Trypanosomiasis
    - Urämie
    - Vitamin-B12-Mangel
    - zerebraler Lipidstoffwechselstörung
- nicht näher bezeichnete Demenz 
  - inkl.:
    - Präsenil:
      - Demenz o.n.A.
      - Psychose o.n.A.

    - Primäre degenerative Demenz o.n.A.
    - Senil:
      - Demenz:
        - depressiver oder paranoider Typus
        - o.n.A.

      - Psychose o.n.A.

Soll das Vorliegen eines die Demenz überlagernden Delirs oder akuten Verwirrtheitszustandes angegeben werden, ist eine zusätzliche Schlüsselnummer zu verwenden.
- nicht näher bezeichnete Demenz exkl.:
  - Senilität o.n.A. (R54).[17]

#### Sonstige Einteilungen
In der US-amerikanischen Literatur wird eine Unterteilung in kortikale und subkortikale Demenzen verwendet. Diese unterscheiden sich nicht nur nach dem Ort der zerebralen Schädigung (Kortex versus Basalganglien), sondern nach deren klinischem Erscheinungsbild. Klassisches Beispiel für die kortikalen Demenzen ist die Alzheimer-Krankheit. Subkortikale Demenzen sind die subkortikale arteriosklerotische Enzephalopathie, die Demenz beim Parkinson-Syndrom, Normaldruckhydrocephalus, Morbus Wilson oder Chorea Huntington.
Eine Verbindung zwischen dementiellen Veränderungen und chronischem Nierenversagen scheint zu bestehen.

### Häufigkeit der Demenzformen
Die weltweit häufigste Form einer Demenz ist mit einem Anteil von etwa 60 % die Alzheimer-Krankheit (Stand 2017). Die zweithäufigste mit Zahlenangaben zwischen 10 und 20 % ist die gefäßbedingte Demenz (vaskuläre Demenz). Eine Diagnose wird oft nur anhand der Symptomatik gestellt, in selteneren Fällen durch eine Obduktion nach dem Tod des betroffenen Menschen.
Aus neuropathologischen Untersuchungen ist bekannt, dass die ersten Demenz-typischen Veränderungen im Gehirngewebe bereits im jungen Erwachsenenalter auftreten können und mit zunehmendem Lebensalter stetig zunehmen. Zur Demenz kommt es erst, wenn ein großer Teil der Gehirnzellen zerstört ist. Der Zusammenhang des endgültigen kognitiven Abbaus mit einer neurodegenerativen Erkrankung konnte bisher allerdings nur in einem Drittel der Fälle eindeutig hergestellt werden.
| Alzheimer-Krankheit    | ca. 50 % bis 60 % |
| Vaskuläre Demenz       | ca. 20 %          |
| Mischform beider o. g. | ca. 15 %          |

| Lewy-Körperchen-Erkrankung und Parkinson-Syndrom | ca. 10 % bis 20 % |
| Frontotemporale Demenz                           | ca. 5 % bis 10 %  |
| Andere                                           | < 5 %             |

Die Angaben sind Schätzungen, da die Zuordnung im Einzelfall schwierig bis unmöglich war und Mischformen häufig sind. Die Zahlen stammen aus den 1990er Jahren.

## Verbreitung
Bereits 1997 wurde in den USA festgestellt, dass mit zunehmendem Alter das Risiko für Demenz steigt. Im Jahre 2003 wurde geschätzt, dass bisher bei über der Hälfte aller Menschen, die an Demenz erkrankt sind, keine ärztliche Diagnose gestellt wurde.
Laut des Welt-Alzheimer-Berichtes von 2015 erkrankt weltweit alle 3,2 Sekunden ein Mensch an Demenz. 2015 lebten demnach ca. 46,8 Millionen Menschen mit einer Demenzerkrankung, für das Jahr 2030 wird von 74,1 Millionen ausgegangen. Der Bericht der Organisation Alzheimer Disease International wurde maßgeblich von Forschern des Londoner King’s College verfasst.
Die Weltgesundheitsorganisation (WHO) gab die Zahl der von Demenz betroffenen Menschen im März 2023 mit weltweit über 55 Millionen und den Anteil der Alzheimer-Krankheit mit 60 bis 70 % an.
Nach der Berliner Altersstudie (1996) steigt die Zahl der Menschen mit Demenz nach Altersgruppen aufgeschlüsselt folgendermaßen.
| Altersgruppe       | Anteil Demenzerkrankter |
| ------------------ | ----------------------- |
| 65- bis 69-Jährige | 1,2 %                   |
| 70- bis 74-Jährige | 2,8 %                   |
| 75- bis 79-Jährige | 6,0 %                   |
| 80- bis 84-Jährige | 13,3 %                  |
| 85- bis 89-Jährige | 23,9 %                  |
| über 90-Jährige    | 34,6 %                  |

Nach dem Jahrbuch 2019 der Organisation Alzheimer Europe steigt die Zahl der Menschen mit Demenz nach Altersgruppen und Geschlecht aufgeschlüsselt folgendermaßen.
| Altersgruppe       | Männer | Frauen | insgesamt |
| ------------------ | ------ | ------ | --------- |
| 60–64 Jahre        | 0,2 %  | 0,9 %  | 0,6 %     |
| 65–69 Jahre        | 1,1 %  | 1,5 %  | 1,3 %     |
| 70–74 Jahre        | 3,1 %  | 3,4 %  | 3,3 %     |
| 75–79 Jahre        | 7,0 %  | 8,9 %  | 8,0 %     |
| 80–84 Jahre        | 10,7 % | 13,1 % | 12,1 %    |
| 85–89 Jahre        | 16,3 % | 24,9 % | 21,9 %    |
| 90 Jahre und älter | 29,7 % | 44,8 % | 40,8 %    |

### Entwicklung in Deutschland
In Deutschland waren Ende 2018 fast 1,6 Millionen Menschen an Demenz erkrankt, darunter über eine Million Frauen; die Zahl der unter 60-Jährigen lag bei 25.000. Es wird mit einem Anstieg der Anzahlen der an Demenz erkrankten Personen auf 2,7 Millionen im Jahr 2050 gerechnet; dabei werde sich insbesondere die Zahl der über 85-Jährigen im Vergleich zu 2018 verdoppeln. Andere Schätzungen (Februar 2014) gehen deutlich darüber hinaus.
Unter den Mitgliedern der Barmer Ersatzkasse, die im Jahr 2009 mit über 60 Jahren verstarben, waren 47 % der Frauen und 29 % der Männer dement, zuvor waren davon jeweils ca. 90 % pflegebedürftig.
Etwa zwei Drittel der 1,7 Millionen Demenzerkrankten in Deutschland werden in der häuslichen Umgebung von Angehörigen betreut und gepflegt (Stand: 2020).
Eine Studie des Forsa-Instituts hat im Auftrag der DAK-Gesundheit herausgefunden, dass jeder zweite Deutsche eine Demenzerkrankung fürchtet. Besonders hoch ist der Anteil unter den über 60-Jährigen.

### Entwicklung in Österreich
In Österreich leben aktuell 115.000 bis 130.000 Menschen mit einer Demenzerkrankung. Schätzungen zufolge soll sich diese Zahl bis ins Jahr 2050 verdoppeln.

### Entwicklung in der Schweiz
In der Schweiz lebten 2019 schätzungsweise 128.000 demenzkranke Menschen. Dazu kommen 30.400 jährliche Neuerkrankungen.
|              | Männer            |               | Frauen            |               | Total             |               |
| Altersgruppe | Anzahl Betroffene | Prävalenzrate | Anzahl Betroffene | Prävalenzrate | Anzahl Betroffene | Prävalenzrate |
| ------------ | ----------------- | ------------- | ----------------- | ------------- | ----------------- | ------------- |
| 30-64        | 3.433             | 0.2%          | 3.811             | 0.2%          | 7.244             | 0.2%          |
| 65-74        | 9.576             | 2.4%          | 10.790            | 2.5%          | 20.365            | 2.5%          |
| 75-84        | 21.666            | 10.1%         | 32.574            | 11.6%         | 54.240            | 10.9%         |
| 85-94        | 15.295            | 23.1%         | 43.821            | 33.6%         | 59.115            | 30.1%         |
| 95+          | 1.132             | 32.4%         | 5.728             | 48.8%         | 6.861             | 45.1%         |

## Risikofaktoren und Prävention
Hauptrisikofaktor für eine Demenz ist nach der vorherrschenden wissenschaftlichen Meinung das hohe Lebensalter. Bei Menschen im Alter von 65 bis 70 Jahren liegt das Risiko einer Erkrankung bei weniger als 3 %, doch im Alter von 85 Jahren ist bereits jeder fünfte betroffen. Bei Menschen über 90 Jahre steigt die Rate auf jeden dritten an. Das Überwiegen des weiblichen Geschlechts unter den Betroffenen ist wahrscheinlich vor allem in der um einige Jahre höheren Lebenserwartung von Frauen begründet. Depressionen werden als Risikofaktor für die Entwicklung einer Demenz angesehen. Sie treten vor allem in frühen Demenzstadien gehäuft auf und können einer Demenz vorausgehen. Umgekehrt wird bei mangelhafter Abklärung oft alten Menschen mit psychischer Erkrankung fälschlicherweise die Diagnose Demenz zugewiesen, was sich damit zeigen kann, dass der Mini-Mental-Status-Test (nach Folstein) sich wieder stark verbessert.
Weitere Risikofaktoren sind darüber hinaus kardiovaskuläre Faktoren, wie Hypertonie, hoher Homocysteinspiegel, Niereninsuffizienz, Adipositas und Diabetes mellitus. Eine Rolle spielen hierbei Defekte des Gefäßsystems, der beeinträchtigte Insulin-Metabolismus und Signalweg und ein Defekt im Glukosetransportmechanismus im Gehirn.
Die derzeitigen medizinischen Behandlungsmöglichkeiten können den Verlauf einer Demenz nur in einem sehr bescheidenen Ausmaß positiv beeinflussen. Deshalb kommt der Prävention der Demenz besondere Bedeutung zu, deren Eckpfeiler in der Einschränkung der Risikofaktoren besteht. Hierbei gelten heute als optimale Strategien in erster Linie die Kontrolle der kardiovaskulären Risikofaktoren, körperliche Aktivität (Sport), soziales Engagement, Kontrolle des Körpergewichts (Diät) und die frühzeitige Behandlung einer Depression. Da auch das Tabakrauchen einen möglichen Risikofaktor für Demenzerkrankungen darstellt, trägt das Einstellen des Zigarettenkonsums ebenfalls zur Demenzprävention bei. Eine 2013 veröffentlichte Studie bestätigt, dass vor allem Sport und ein gesunder Lebensstil (und damit die Vermeidung kardialer Risikofaktoren) einer Demenz vorbeugen können. Zu einem gesunden Lebensstil gehören neben der regelmäßigen körperlichen Bewegung noch Nikotinabstinenz und täglicher Verzehr von Obst und Gemüse. Ein normales Körpergewicht verhindert den Abfall der kognitiven Funktionen laut dieser Studie nicht.
Eine im Jahr 2012 veröffentlichte Langzeitstudie weist auf einen Zusammenhang zwischen der Zahngesundheit und dem Demenzrisiko hin. Demnach ist das Risiko, an Demenz zu erkranken, um das 1,85-fache höher, wenn dreizehn oder mehr Zähne fehlen und die Lücken nicht mit festem Zahnersatz versorgt sind. Forschungsgegenstand waren 4425 japanische Einwohner, die etwa 65 Jahre alt waren und über vier Jahre begleitet wurden. 220 von ihnen erkrankten an Demenz.
Der Hörverlust gilt als ein bedeutender vermeidbarer Risikofaktor. Es wird vermutet, dass dies an einem Rückzug Schwerhöriger aus ihrem Sozialleben liege und dass ein geeignetes Hörgerät daher dem Demenzrisiko entgegenwirke. Als weitere Risikofaktoren gelten ein unbehandelter Sehkraftverlust im höheren Alter sowie ein erhöhter LDL-Cholesterin-Spiegel im mittleren Lebensalter.
Manche Wissenschaftler wie etwa der Psychiater Frank Jessen betonen die Bedeutung der Neuroplastizität in der Prävention. Die Untersuchung der Mechanismen der Neuroplastizität und Neurogenese im Zusammenhang mit der Prävention gilt als eine der wesentlichen Herausforderungen der modernen Neurowissenschaften.
Eine Impfung gegen Gürtelrose (Folgeerkrankung einer Windpockeninfektion) scheint, gemäß auf der Alzheimer’s Association International Conference (AAIC) im Jahr 2024 dargestellter Daten, einen präventiven Effekt auf die Entwicklung einer Demenz zu haben. Der rekombinaten Impfstoff scheint hier Vorteile gegenüber der Lebendimpfung zu bieten.

## Diagnostik
Wichtige Hinweise zur Differentialdiagnose und zur Auswahl der bildgebenden Untersuchungsverfahren liefert die Krankengeschichte, wobei besonders die Angaben der Bezugspersonen zu berücksichtigen sind. Dem Betroffenen selbst fallen seine Gedächtnisstörungen oft nicht auf oder er kann kurzfristig bei Terminen in Hochform sein (bekanntes Phänomen bei Arztbesuchen). Andererseits ist es möglich, dass er seine Gedächtnisstörungen im Rahmen einer depressiven Verstimmung überschätzt. Kernspintomografie oder Computertomografie des Kopfes oder die Elektroenzephalografie sind auch zur Differenzierung von anderen Gehirnerkrankungen sinnvoll.
Um keine behandelbare Ursache zu übersehen, sollten zumindest die folgenden Blutuntersuchungen vorliegen: Blutbild, Vitamin-B12-Spiegel, Blutzucker, Leberwerte, Nierenwerte, Elektrolyte, Schilddrüsenhormone, CRP.
Hilfreich zur Erhärtung eines ersten Verdachtes und zur Überprüfung des Fortschreitens einer Demenz sind zunächst einfache psychometrische Testverfahren wie der Mini-Mental-Status-Test (MMSE), der Uhren-Zeichen-Test oder DemTect. Solche einfachen und schnell durchführbaren Tests können dann zu Verlaufsuntersuchungen eingesetzt werden, zum Beispiel, um das Ansprechen auf Medikamente oder Therapieverfahren zu überprüfen. Wie bereits erwähnt, ist aber eine frühzeitige Erkennung von ersten kognitiven Beeinträchtigungen besonders wichtig. Die Forschung beschäftigt sich stark mit dem Thema, und es werden diagnostische Früherkennungsverfahren entwickelt, beispielsweise das CFD. Das ist ein digitales Test-Set für die Altersgruppe 50+, welches die Dimensionen entsprechend der DSM-5-Diagnosekriterien überprüft. Dazu wird ein CFD-Index ausgegeben, der eine schnelle und einfache Einschätzung der bereits vorhandenen Beeinträchtigung ermöglicht.
Da sich in den vergangenen Jahren die medizinisch-diagnostischen Möglichkeiten massiv verbessert haben, ist heute eine Diagnose der Alzheimer-Krankheit bereits im Stadium der leichten kognitiven Beeinträchtigung (LKB) möglich. Zu den diagnostischen Verfahren für eine solche Diagnose vor Auftreten der Demenz gehören die Darstellung der Atrophie des medialen Temporallappens im MRT, die Messung von τ-Protein und β-Amyloid im Liquor, die Darstellung kortikaler Stoffwechseldefizite in der Positronen-Emissions-Tomographie (PET) mit 18F-2-Fluor-2-deoxy-D-glucose (FDG) sowie die Möglichkeit, Amyloid im Gehirn mit PET-Liganden in vivo sichtbar zu machen. Darüber hinaus gibt es zunehmend Belege dafür, dass die subjektive Angabe eines Patienten, vergesslicher zu werden, ein zuverlässiger Parameter ist, um die Entwicklung einer Demenz sehr frühzeitig voraussagen zu können. Damit ergibt sich die Hoffnung, schon sehr früh einer Demenz vorbeugen zu können, etwa mit einer kalorienreduzierten Kost oder etwas mehr körperlicher Aktivität. Deutsche Wissenschaftler haben zudem einen klinischen Score entwickelt, mit dem in der Arztpraxis ohne technische Hilfsmittel bei älteren Menschen ohne Demenz das Auftreten einer Alzheimer-Krankheit mit rund 80-prozentiger Vorhersagegenauigkeit eingeschätzt werden kann.
Die an ausgewählten Zentren verfügbare PET mit FDG ist zudem ein etabliertes Verfahren für die Differenzialdiagnose der Demenzen. Damit lassen sich auch schon in Frühstadien Orte im Gehirn mit vermindertem Glucosestoffwechsel nachweisen und so eine Demenz vom Alzheimertyp oder eine frontotemporale Demenz (Pick-Krankheit) nachweisen. Demenzen durch Depressionen zeigen ein anderes Aktivitätsmuster im PET.
Zur Diagnose von Demenzen, die mit extrapyramidal motorischen Störungen einhergehen, wird die Szintigraphie mit Iod-123-β-CIT oder Ioflupan (DaTSCAN), die Iod-123-IBZM-Szintigraphie und die PET mit L-Dopa eingesetzt. Damit kann eine Parkinson-Krankheit, die Multisystematrophie, eine progressive supranukleäre Blickparese und ein essentieller Tremor abgegrenzt werden.
Differentialdiagnostik
Manche psychischen und neurologischen Störungen können mit einer Demenz verwechselt werden.
- Depression
- altersassoziierter kognitiver Abbau, auch „Altersvergesslichkeit“
- Leichte kognitive Beeinträchtigung
- Verweigerung und Vermeidungsverhalten
- Deprivationserscheinungen oder Hospitalismus mit Regression, wie in Altersheimen
- Delir
- Neurolues
- Psychose und Wahn (z. B. Schizophrenie, Manie und psychotische Depression)
- einfacher Mutismus
- einfache Aphasie
- Flüssigkeitsmangel (Exsikkose)

Eine genaue Differentialdiagnostik ist notwendig, um die richtige Therapie festlegen zu können, sowohl in der medikamentösen wie der nichtmedikamentösen Behandlung. So muss z. B. genau zwischen kognitiven Störungen in Folge einer Depression und kognitiven demenziellen Störungen unterschieden werden, da erstere kurativ, zweitere aber nur palliativ therapiert werden können. Manche nichtmedikamentöse Therapien wie die Validation sind bei einer Depression kontraindiziert, da dies die depressive Symptomatik verstärken kann.

## Symptome
Im Vorfeld einer Demenz sind oft psychische Störungen zu beobachten, die häufig kaum von denen einer Depression unterschieden werden können, wie Verlust von Interessen und Eigeninitiative, Reizbarkeit, Gefühl der Überforderung, Verlust der affektiven Schwingungsfähigkeit, depressive Verstimmungen.

### Kognitive Symptome

Ohrspeichermodell des menschlichen Gedächtnisses

Leitsymptom aller Demenz-Erkrankungen ist die Störung des Gedächtnisses, vor allem des Kurzzeitgedächtnisses. Die Vergesslichkeit ist zunächst etwas Normales. Oft ist zumindest in den Anfangsstadien die äußere Fassade der Person dabei gut erhalten, sodass die Gedächtnisstörungen im oberflächlichen Kontakt sehr gut überspielt werden können. Dies gelingt besonders gut den Menschen, die ihr Leben lang viele soziale Kontakte hatten – der verbindliche Umgangston ersetzt streckenweise den Inhalt der Botschaft (Kommunikation).
Später verlieren sich länger zurückliegende Gedächtnisinhalte. Wenn die Demenz fortschreitet, treten auch andere Störungen der Hirnfunktion hinzu, wie Wortfindungsstörungen, Rechenstörungen, Störungen der Raumwahrnehmung, sodass sich die Betroffenen häufig verlaufen, besonders wenn in der ihnen über Jahrzehnte geläufigen Umgebung bauliche Veränderungen stattfinden, und starke Müdigkeit.
Im weit fortgeschrittenen Stadium erkennen die Betroffenen oftmals nicht einmal ihre engsten Angehörigen wieder. Sie werden oft apathisch, bettlägerig und entwickeln – nachdem es schon wesentlich früher zu Harninkontinenz kommen kann – auch Stuhlinkontinenz.
Eine Demenz schränkt in der Regel die Lebenserwartung ein. Die frühere Annahme, dass eine Demenz selbst nicht zum Tode führen kann, sondern die Betroffenen an anderen Erkrankungen, insbesondere an einer Lungenentzündung sterben (für die sie durch die Demenzsymptome besonders anfällig sind), kann heute nicht mehr als Verallgemeinerung gehalten werden. Aufgrund der in der Regel sehr guten Gesundheitsversorgung – zumindest im deutschsprachigen Raum – insbesondere der medikamentösen Versorgung, guter Pflege (z. B. Vermeidung eines Dekubitus, der den Organismus zusätzlich schwächt) und die – ethisch umstrittene – Anlage von Magensonden (PEG) leben viele Menschen mit Demenz sehr lange bei körperlich weitgehend stabiler Verfassung, so dass es am Ende doch die Demenz sein kann, also der fortschreitende Abbau von Nervenzellen im Gehirn, der zum Tode führt.

### Motorische Symptome
Motorische Störungen können zum Bild einer fortgeschrittenen Demenz gehören. Dies ist nicht nur dann der Fall, wenn es sich um eine Demenz in Folge eines Parkinson-Syndroms handelt (wo die motorischen Störungen bereits in der Grunderkrankung begründet sind), sondern auch bei anderen Demenzformen. Die Patienten können zunehmend unbeweglicher werden, was den ganzen Körper betreffen kann. Der Gang kann kleinschrittiger, schlurfender und breitbeiniger werden. Häufig geht damit eine erhöhte Sturzgefährdung einher, weil es zu einer Störung der Haltereflexe kommen kann.
Laut Studien kann sich eine Demenz teils schon durch eine Verlangsamung des Gangs ankündigen.

### Verhaltensstörungen
Die Verhaltensstörungen bei Menschen mit Demenz werden BPSD (Behavioural and Psychological Symptoms of Dementia) genannt. Darunter werden die Apathie (76,0 %), Aberrant motor behaviour (d. h. zielloses Herumirren, 64,5 %), Essstörung (Essen von Unessbarem, 63,7 %), Gereiztheit/Labilität (63,0 %), Agitation/Aggression (62,8 %), Schlafstörungen (53,8 %), Depression/Dysphorie (54,3 %), Angst (50,2 %), Wahn (49,5 %), Enthemmung (29,5 %), Halluzinationen (27,8 %) und Euphorie (16,6 %) gezählt. Die Klammern beziehen sich auf die Prävalenz der 12 BPSD bei Alzheimer-Patienten.
Psychotische Symptome können bei allen Demenzformen auftreten. Relativ typisch sind sie für die Lewy-Körper-Demenz. Es handelt sich vor allem um optische Halluzinationen. Typischerweise sehen die Betroffenen zunächst vor allem im Zwielicht der Dämmerung nicht anwesende Personen, mit denen sie mitunter sogar Gespräche führen. Die Patienten können sich in diesem Stadium meist von ihren (Pseudo-)Halluzinationen distanzieren; das heißt, sie wissen, dass die Personen, mit denen sie sprechen, nicht anwesend sind. Später sehen sie Tiere oder Fabelwesen, Muster an den Wänden, Staubfussel. Schließlich erleben sie groteske, meist bedrohliche Dinge, zum Beispiel Entführungen. Diese szenischen Halluzinationen sind in der Regel sehr angstgefärbt. Die Patienten werden nicht selten aggressiv, wenn sie die sich in besten Absichten nähernden Angehörigen und Pflegenden in ihr Wahnsystem einbauen. Hier sind die Übergänge zum Delir fließend.
Menschen mit Demenz verlieren ihre Eigeninitiative. Sie vernachlässigen ihre früheren Hobbys, ihre Körperpflege und das Aufräumen ihrer Wohnung. Schließlich sind sie nicht mehr in der Lage, sich ausreichend zu ernähren. Sie haben keinen Antrieb zum Essen, verlieren das Hungergefühl und vergessen schließlich, die Nahrung zu kauen und hinunterzuschlucken. Sie magern ab und werden anfällig für internistische Erkrankungen wie eine Lungenentzündung. Verschiebungen im Tag-Nacht-Rhythmus können erhebliche pflegerische Probleme bereiten.

## Situation von Menschen mit Demenz
In der öffentlichen Wahrnehmung kommen Menschen mit Demenz bisher meist nur als Patienten bzw. als pflegebedürftige Menschen vor. Dies ist jedoch nur ein kleiner Ausschnitt, wenn die Gesamtsituation von Menschen mit Demenz betrachtet wird. Die Gruppe der Menschen mit Demenz insgesamt betrifft Menschen mit Demenz in allen Stadien, also sowohl mit einer Frühdemenz, einer Demenz im mittleren Stadium als auch Menschen mit einer weit fortgeschrittenen Demenz, die meist vollständig auf Pflege angewiesen sind.

### Menschen im frühen Stadium einer Demenz
Während die Menschen mit Demenz im mittleren und fortgeschrittenen Stadium einer Demenz bereits im Mittelpunkt verschiedener Forschungsbereiche stehen, ist die Aufmerksamkeit für Menschen mit einer beginnenden oder einer moderaten mittleren Demenz, die noch aktiv am Leben teilnehmen können, noch gering. Dagegen gehen zunehmend Betroffene vor, also Menschen, bei denen eine Demenz diagnostiziert wurde, die selbst aber weiterhin aktiv am Leben teilhaben. Sie sprechen in der Öffentlichkeit als Demenz-Aktivisten. Die bekannteste Demenz-Aktivistin in Deutschland ist die Münchenerin Helga Rohra, die seit 2009 mit einer Lewy-Körper-Demenz-Diagnose lebt. Helga Rohra spricht auf vielen Tagungen und Kongressen und setzt sich unter anderem als Vorsitzende der European Working Group of People with Dementia für die Rechte von Menschen mit Demenz und für „eine Bewusstseinsänderung zum Thema Demenz“ ein.

### Menschen im mittleren Stadium einer Demenz
Menschen im mittleren Stadium einer Demenz nehmen die Realität, wie sie orientierte, kognitiv gesunde Menschen normalerweise wahrnehmen, anders wahr. Sie verlieren zunehmend bestimmte Wahrnehmungsfähigkeiten, zuallererst die zeitliche Orientierungsfähigkeit, später die Fähigkeit, sich hinsichtlich Ort, Situation und zuletzt der Personen zu orientieren. Sie können Gegenstände, Situationen und Personen immer weniger in einen größeren Kontext einordnen. Aufgrund ihrer Erinnerungsstörungen ist ihnen der Zugriff auf früheres Wissen (semantisches Gedächtnis) und Erlebnisse (episodisches Gedächtnis – zurücklöschend) verwehrt, um sich mit deren Hilfe in der jetzigen Situation zurechtzufinden. Es fehlen das Wissen und die Sicherheit von Ressourcen, die der Bewältigung aktueller Situationen dienen. Oft verschwimmt der Unterschied zwischen Traum, Vergangenheit und Realität. Im Umgang mit Menschen im mittleren Stadium einer Demenz ist es zumeist nicht mehr möglich, diese über die Unterschiede aufzuklären.
Oft kommt es zu Halluzinationen (insbesondere bei Lewy-Körper-Demenzen) oder Wahnvorstellungen. Eine Korrektur der wahnhaften Vorstellungen ist kaum möglich. Im Idealfall erfassen die Pflegenden die hinter den Halluzinationen stehende Stimmung und gehen auf diese ein. Wenn der erkrankte Mensch noch in der Lage ist zu erkennen, dass er in einer Situation nicht angemessen reagiert hat, kann das bei ihm Unruhe und Resignation auslösen.
Menschen mit Demenz benötigen viel Zeit für alle Reaktionen und Handlungen. In fortgeschrittenen Stadien ist z. B. die ausreichende Ernährung eine zunehmende Herausforderung für die Begleiter, weil die Betroffenen kein Hungergefühl verspüren, die Nahrung verweigern oder nicht mehr in der Lage scheinen, die Nahrung aufzunehmen. Gründe dafür können vielschichtig sein, insbesondere ist zu überprüfen, ob es sich um eine Verkennung der Situation (Nichterkennen der Nahrung), um eine physiologisch bedingte Schluckstörung oder um einen bereits so weit fortgeschrittenen Abbau der kognitiven Fähigkeiten handelt, so dass zwischen dem Spüren von Nahrung im Mund und dem Auslösen eines Schluckreflexes keine kognitive Verbindung mehr möglich ist. Im mittleren Stadium ist es durch ausreichende Sinnesreize (appetitlich und eindeutig zu identifizierende Nahrung, gut gewürzte bzw. süße Nahrungsmittel), eine gute Esskultur (gemeinsames Essen am Tisch, gesunde „Modelle“, die mitessen) und kontinuierliches Anbieten von Nahrung über den Tag und auch in der Nacht oft möglich, den betroffenen Menschen mit ausreichend Nahrung wie Nährstoffen zu versorgen. Allerdings kann es hier zu Einschränkungen kommen, weil Geruchs- und Geschmackssinn bei manchen Formen der Erkrankung abnehmen. In Verbindung mit der Alzheimer-Krankheit können mehrere kognitive Fähigkeiten eingeschränkt sein wie das Erkennen von Farben.
Menschen, die an Demenz erkrankt sind, fühlen sich oft falsch verstanden, herumkommandiert oder bevormundet, da sie die Entscheidungsgründe der sie Pflegenden nicht erfassen können. Menschen mit Demenz sind in der Regel gut in der Lage, ihre Wünsche und Bedürfnisse auszudrücken. Manche sind noch in der Lage, zu spüren, wenn sich Mitmenschen langweilen oder von ihrem Verhalten peinlich berührt sind.
Menschen mit Demenz reagieren gelegentlich sehr verärgert, wenn sie für Dinge verantwortlich gemacht werden, die sie vergessen haben. Damit werden sie gleich doppelt in die Enge getrieben: einmal dadurch, dass ihnen vorgeworfen wird, absichtlich Fehler zu begehen, und zum anderen, weil sie mit ihren Schwächen – sich nicht erinnern zu können – konfrontiert werden.
Besonders Depressionen sind ein häufiges Problem, oft bereits vor der Manifestation der Demenz, oft dann, wenn die Betroffenen ihren geistigen Verfall wahrnehmen. Da die Symptome einer Depression denen der Demenz ähneln, können beide Krankheiten bei unzureichenden Kenntnissen verwechselt werden. Je weiter die Demenz fortschreitet, desto mehr verflacht aber auch die Gefühlswelt und weicht parallel zu einer zunehmenden Interessenlosigkeit einer affektiven Indifferenz mit der Unfähigkeit, sich zu freuen oder traurig zu sein bzw. die Emotionen auszudrücken.
Der Umgang mit Menschen mit Demenz sollte an deren verändertes Erleben angepasst sein. Als hilfreiche Methoden im Umgang mit Menschen mit Demenz haben sich erwiesen: Validation, Biografiearbeit/Erinnerungspflege, Basale Stimulation und die Selbsterhaltungstherapie (SET) nach Barbara Romero.
In Deutschland können Menschen mit Demenz Unterstützungsleistungen aus der Pflegeversicherung erhalten.

## Therapie

### Medikamentöse Therapie
Seit einigen Jahren stehen Medikamente gegen Demenz zur Verfügung (Antidementiva). Zum einen handelt es sich um zentral wirksame Cholinergica (Cholinesterasehemmer) wie Donepezil, Galantamin oder Rivastigmin, zum anderen Memantin. Bei diesem Präparat kam 2009 und 2010 das Institut für Qualität und Wirtschaftlichkeit im Gesundheitswesen allerdings zu dem Schluss, dass es keinen Beleg für einen Nutzen der Memantin-Therapie bei Alzheimer-Demenz gebe. Heilbar ist die Demenz zurzeit nicht, aber in vielen Fällen in ihrem Verlauf um ein bis zwei Jahre aufzuhalten, wenn sie frühzeitig erkannt und behandelt wird.
Im späteren Verlauf zeigt sich, dass eine Behandlung mit den bisher bekannten Medikamenten keine Besserung bringt. Seit einiger Zeit steht eine Therapie mit einem wirkstoffhaltigen Pflaster zur Verfügung. Durch gleichbleibende Wirkspiegel treten weniger Nebenwirkungen auf, sodass eine höhere Dosierung möglich ist. Zugleich wird die Betreuung durch Pflegekräfte erleichtert, da die Anwendung des Pflasters häufig einfacher als die Verabreichung von Tabletten oder Lösungen ist. Ziel ist es, die kognitiven Fähigkeiten und die Alltagskompetenz der betroffenen Patienten zu verbessern.
Als in ihrer Wirkung umstritten gelten Knoblauch und Piracetam. Kontrovers diskutiert wird die Wirksamkeit von Ginkgo biloba. Das Institut für Qualität und Wirtschaftlichkeit im Gesundheitswesen (IQWiG) kam 2008 zu dem Schluss, dass Patienten mit Alzheimer-Krankheit von einer Therapie mit dem standardisierten Extrakt EGb 761 dann profitieren, wenn dieser regelmäßig in einer täglichen Dosierung von 240 Milligramm eingenommen wird. Eine US-amerikanische Studie (GEM-Studie, Ginkgo Evaluation of Memory) und ihre Subanalyse ergaben dagegen, dass der Extrakt im Vergleich zu Placebo während der mittleren Beobachtungszeit von sechs Jahren weder das Auftreten einer Alzheimer-Demenz verhindern noch der Abnahme der geistigen Leistungen entgegenwirken konnte. Die Cochrane Collaboration kam 2008 allerdings zu dem Ergebnis, dass Ginkgo-biloba-Extrakte keine gesicherte Wirkung gegen eine Demenz haben.
Alle beruhigenden Medikamente, die beispielsweise bei Schlafstörungen oder Verschiebungen des Tag-Nacht-Rhythmus gegeben werden, verschlechtern die kognitive Leistung. Dasselbe gilt für Neuroleptika mit anticholinerger Nebenwirkung, die manchmal bei Halluzinationen nicht zu umgehen sind.
Die medikamentöse Behandlung der vaskulären Demenz entspricht einerseits der Behandlung der chronischen Gefäßerkrankungen (Atherosklerose), andererseits haben sich bei der vaskulären Demenz Antidementiva als wirksam erwiesen, sowohl Acetylcholinesterasehemmer als auch Memantin.

### Nicht-medikamentöse Therapie
Um Krankheitszeichen günstig zu beeinflussen, das Wohlbefinden der Betroffenen zu verbessern und/oder Fähigkeiten (Ressourcen) so lange wie möglich zu erhalten, wurden verschiedene Formen von nicht-medikamentösen Interventionen entwickelt.
Diese Interventionen können beispielsweise in der Ergotherapie durchgeführt werden. Auch das Tanzen kann kognitive, körperliche, emotionale und soziale Fähigkeiten aktivieren, zum Wohlbefinden der Demenzkranken beitragen und ihr Selbstwertgefühl stärken.

#### Gedächtnistraining
Gedächtnistraining unterscheidet sich dadurch von Gehirnjogging, dass es sich an ein erkranktes Publikum wendet oder zur Prävention eingesetzt wird, es hat nicht den Charakter eines Sports oder einer reinen Freizeitbeschäftigung. Ein Wirksamkeitsnachweis konnte für die Aufgaben erbracht werden, die geübt wurden, wie das Wiedererkennen von Gesichtern auf Fotos oder die Orientierung in der Umgebung. Die Alltagsrelevanz des Gedächtnistrainings in der sozialen Betreuung von Demenzerkrankten ist umstritten, da die Gefahr besteht, dass die Betroffenen mit ihren Defiziten konfrontiert werden und es eher zu einer Verschlechterung der Gesamtsituation führt, wenn sich die Betroffenen als Versager fühlen. Deshalb wird diese Methode der sozialen Betreuung von Demenzkranken nur in den Anfangsstadien der Krankheit und angepasst an die jeweilige Krankheitslage angewandt.

#### Biografiearbeit
Durch Biografiearbeit kann erfahren werden, welche Bedeutung bestimmte Verhaltensweisen für einen Menschen mit Demenz haben. (Was bedeutet es, wenn Herr M. abends nicht schlafen gehen will? Will er signalisieren: „Ich vermisse noch meinen Schlaftrunk.“ oder meint er: „Ich vermisse beim Schlafengehen meine Ehefrau“?). Je gründlicher die Biografie sowie die Gewohnheiten und Eigenheiten eines Menschen bekannt sind, umso leichter kann sich ein Begleiter in einen Menschen mit Demenz einfühlen und seine momentanen Antriebe und Bedürfnisse verstehen – eine Technik, die Grundlage der Validation ist.
Es ist wieder eine gründliche Dokumentation und eine enge Zusammenarbeit aller an der Pflege beteiligten Personen notwendig. Der Ich-Pass kann die Biografiearbeit im Alltag erleichtern: Mit klassischen Fragen, wie sie aus Freundesalben bekannt sind, zum Beispiel nach dem Lieblingsessen, Musikgeschmack oder Hobbys kann der Ich-Pass-Besitzer seine Vorlieben und Abneigungen festhalten. Das kann sehr hilfreich sein, wenn er sich zum Beispiel im Fall einer demenziellen Veränderung nicht mehr verbal artikulieren kann und auf fremde Hilfe angewiesen ist. Durch die Informationen aus dem Ich-Pass kann zum Beispiel das Pflegepersonal ohne Kontakt zu Angehörigen schnell einen guten Zugang zum Betroffenen erhalten.

#### Daseinsthematische Begleitung
Basierend auf der dynamischen Persönlichkeitstheorie des Entwicklungspsychologen Hans Thomae wurde von Andreas Kruse in einer Studie mit demenzkranken Menschen untersucht, inwieweit durch offene, vertrauensvolle Beziehungen der Ausdruck persönlicher, im Laufe des Lebens entwickelter Themen ermöglicht beziehungsweise gefördert wird.
Konkret bezieht sich daseinsthematische Begleitung auf Themen, Talente und charakteristische Muster, die einen Menschen im Laufe des Lebens geprägt haben und die bis zuletzt bleiben, auch wenn die konkreten Erinnerungen an die eigene Biografie verblassen. Beispiele für Daseinsthemen sind ein Auslandssemester, Fremdsprachenkenntnisse oder Ausdrucksformen.

## Umgang mit an Demenz erkrankten Menschen
Das Wichtigste im Umgang mit an Demenz Erkrankten ist Geduld. Durch Ungeduld seitens der Kontaktpersonen hat der Betroffene das Gefühl, etwas falsch gemacht zu haben – dies ist Ursache für Unzufriedenheit, Traurigkeit und Unwohlsein (kein Mensch macht gerne Dinge falsch).
Wichtig ist ferner, sich darüber im Klaren zu sein, dass die Betroffenen aufgrund ihrer Gedächtnisstörungen nur bedingt lernfähig sind. Das meiste, was ihnen gesagt wird, haben sie innerhalb weniger Minuten wieder vergessen. Mit an Demenz erkrankten Menschen ist daher nichts zuverlässig zu vereinbaren. Eine Konditionierung von Demenzkranken ist dennoch möglich. Wird ein Betroffener immer wieder an einen Platz an einem Tisch geführt und ihm erklärt, dies sei sein Platz, so ist es durchaus möglich, dass er sich diese Stelle in Zukunft selbst zum Sitzen aussucht. Auf die Frage: „Wo ist Ihr Platz?“ wird der Betroffene dennoch ausweichend antworten. Deswegen ist es sinnvoll, möglichst auf Fragen zu verzichten. Zur Kontrolle des Bewegungsspielraums können Weglaufschutzsysteme eingesetzt werden. Diese können ungewollte Folgen oder Gefahrensituationen vermeiden, wenn Angehörige oder in die Meldungskette eingebundene Personen rechtzeitig informiert werden.
Stella Braam, Tochter eines Betroffenen, schildert einige typische Missverständnisse zwischen (beruflich) Pflegenden und an Alzheimer leidenden Personen wie Bevormundung, Fixierung als vorgebliche Sicherheit vor Stürzen, unangepasste Beschäftigungsangebote und zu große, zu laute Personengruppen.

### Kommunikation
Die Verständigung sollte dem jeweiligen Stadium der Demenz angemessen sein. Im leichten Stadium einer Demenz ist eine besondere Form der Kommunikation oft nicht notwendig, kann sogar eine Kränkung der Betroffenen darstellen, die sich in dieser Phase meist ihrer Defizite bewusst sind. Hilfreich ist es jedoch, auf übermäßige Nachfragen und Rechthaben zu verzichten, wenn ein vorübergehender Gedächtnisverlust bei dem von einer Demenz betroffenen Gesprächspartner offensichtlich ist.
Im mittelschweren Stadium einer Demenz sollte die Kommunikation von einer einfach strukturierten Sprache dominiert werden. Kurze Sätze ohne Nebensätze, klare, deutliche Formulierungen, der Verzicht auf Warum-Fragen sind einfache Regeln hierfür. Menschen mit Demenz in einem mittleren Stadium sind aufgrund der kognitiven Veränderungen in der Regel nicht mehr in der Lage, Fremdwörter und lange Sätze mit einem komplexen Satzbau zu verstehen. Jeder Satz sollte nur eine Information enthalten. Also statt: „Steh auf und zieh dir den Mantel an“ nur: „Steh bitte auf“ und erst dann den nächsten Schritt. Meistens werden Sprichwörter und Redensarten besser verstanden als abstrakte Wendungen. Hilfreich ist es, sich Wendungen und Begriffe zu merken, die vom Demenzkranken verstanden wurden, um dann auf diese zurückzugreifen.
Ein Streitgespräch mit dem an Demenz erkrankten Menschen sollte unter allen Umständen vermieden werden, auch wenn er eindeutig im Unrecht ist; dies würde die Verwirrtheit und das unzufriedene „Gefühl“, das nach einem Streit bleibt (obgleich sich der Betroffene nicht mehr an den Streit selbst erinnern kann), verstärken. Für den demenzkranken Menschen ist der Streit deshalb sehr bedrohlich, weil er nicht auf die Erfahrung zurückgreifen kann, dass der Streit wieder vorbeigeht, denn Demenzkranke leben fast ausschließlich in der Gegenwart. Zukunft hat für sie keine Bedeutung. Im Idealfall ist der Betreuende in der Lage, sich in die Gedankenwelt des Menschen mit Demenz einzufühlen, z. B. durch Validation.
Zu beachten ist ferner, dass Menschen mit Demenz ihre Fähigkeit, die nonverbale Kommunikation anderer Menschen zu deuten, nicht verlieren. Begleiter sollten daher bewusst auf ihre eigene Gestik und Mimik und andere körpersprachliche Elemente achten. Ein unbewusst verzogenes Gesicht oder eine unbewusste abwehrende Geste kann von Menschen mit Demenz fälschlich als bedrohlich empfunden werden. Dies ist vor allem im Zusammenhang mit dem sogenannten herausfordernden Verhalten zu beachten: Ein von Pflegenden als aggressiv, also herausfordernd empfundenes Verhalten eines Menschen mit Demenz hat oft seine Ursache im Verhalten des Pflegenden oder der Umgebung, die vom Betroffenen als bedrohlich, gefährdend oder demütigend interpretiert wurde.
Im Rahmen des bedürfnisorientierten Verhaltensmodells bei Demenz (need-driven dementia compromised behaviour model, NBD-Modell) wird solches Verhalten allgemeiner als ein Ausdruck unerfüllter oder fehlinterpretierter Bedürfnisse aufgefasst.
Wenn eine Kommunikation über verbale Sprache kaum noch möglich ist, wird es umso wichtiger, die übrigen Sinne anzusprechen. Zugang kann über Schmecken, Riechen, Sehen, Hören, Tasten, Bewegung geschaffen werden, wie bekannte Volkslieder, bei denen die Betroffenen wahrlich aufblühen können. Allerdings ist zu beachten, dass sich einige Sinne verändern können. So spricht der Geschmackssinn vor allem auf süße Speisen an. Bei allen Reizen sollte darauf geachtet werden, nicht zu viele auf einmal einzusetzen. Eine Überlagerung verschiedener Sinneseindrücke kann bedrohlich wirken, da die verschiedenen Urheber nicht mehr getrennt und zugeordnet werden können. Ein Überangebot an Reizen führt damit eher zu Verwirrtheit als zu Stimulation. Es sollte also ein Gleichgewicht gefunden werden zwischen Überangebot und absoluter Reizarmut.
Die Umgebung und das Verhalten der Helfer sollte an den Erkrankten angepasst werden, beispielsweise beim Aufwachen in einem Seniorenheim: Der Patient wacht in einem fremden Zimmer ohne vertraute Gegenstände auf; ein Mensch (Pflegekraft), den er noch nie gesehen hat, kommt auf ihn zu. Dieser beginnt ihn zu waschen und anzukleiden – ohne zu fragen und deshalb für den Patienten vollkommen unverständlich. Stattdessen empfohlene Vorgehensweise: Die Pflegekraft sollte sich möglichst vorstellen und vorher in einfachen Sätzen erklären, was sie vorhat und auch weitere Handlungen kommentieren. Es zeigt sich, wie wichtig das Einstreuen vertrauter Gegenstände in die nähere Umgebung des Erkrankten ist, um dessen Verwirrtheit und daher aufkeimende Angst zu bekämpfen, denn vertraute Gegenstände, Geräusche usw. geben Sicherheit. Wichtig ist eine gute Beleuchtung, da Schatten häufig zu Verunsicherung führen, da sie nicht eingeordnet werden können. Weiterhin nimmt bei Demenzkranken das räumliche, dreidimensionale Sehvermögen ab. Deshalb werden farbliche Veränderungen des Bodens häufig als Schwellen interpretiert. Es gilt also, den Patienten angstfrei und möglichst orientiert zu halten, um mit ihm arbeiten zu können.
Der Pflegeforscher Erwin Böhm setzt auf Kindheitsemotionen, um demenzkranke Senioren zu rehabilitieren. Böhm rät, in jungen Jahren ein so genanntes Sozigramm zu erstellen. Darin soll genau vermerkt werden, was einem als Kind und Jugendlicher Spaß gemacht hat. Diese Informationen können später verwendet werden, um Kindheitserinnerungen aufleben zu lassen. Dadurch entstehen Emotionen, die besonders Demenzkranke glücklich machen und ihnen neue Lebensenergie einflößen. Die Krankheit könne auf diese Weise zwar nicht geheilt, aber in ihren Auswirkungen vermindert werden. In diesem Sinne kann sich die mundartliche Fortbildung des Pflegepersonals günstig für den Umgang mit den Patienten erweisen.

### Wohnformen
Teils wohnen Menschen mit Demenz zuhause bzw. zusammen mit ihren Angehörigen, teils wohnen sie in stationären Einrichtungen wie in (allgemeinen) Alters- oder Pflegeheimen oder in gesonderten Einrichtungen.
In manchen stationären Einrichtungen wurden besondere Wohngruppen für Menschen mit Demenz eingerichtet, die sich zum Beispiel am Konzept ambulant betreuter Wohngemeinschaften oder stationärer Hausgemeinschaften orientieren, oder auch am ehemaligen Pilotprojekt der „Besonderen stationären Dementenbetreuung“ nach dem „Hamburger Modell“.

### Arbeitswelt
In Japan besteht seit 2017 das Restaurant der Fehlerhaften Bestellungen (englisch The Restaurant of Mistaken Orders, jap. 注文をまちがえる料理店). In diesem Restaurant sind Menschen mit Demenz und Alzheimer als Kellner angestellt. Dass nicht alle Bestellungen richtig ankommen, gehört hier zum Konzept. Im preisgekrönten Dokumentarfilm zum Projekt ist zu sehen, dass diese Wertschätzung den Angestellten wieder zu Selbstwert und Zufriedenheit verhilft.

## Angehörige von Menschen mit Demenz
Beim Umgang mit Menschen mit Demenz ist die Koordination von ärztlichen und pflegerischen Empfehlungen und Maßnahmen mit den Bedürfnissen der erkrankten Person und deren Angehörigen wichtig. Unstrittig in der wissenschaftlichen Forschung ist auch, dass die Pflege eines von Demenz betroffenen Angehörigen eine besondere psychische wie physische Belastung darstellt. Insgesamt werden etwa zwei Drittel aller von einer Demenz betroffenen Menschen zuhause betreut, in der Regel von einem oder mehreren Angehörigen, oftmals mit zumindest zeitweiser Unterstützung eines ambulanten Pflegedienstes. In der Mehrzahl übernehmen Ehefrauen, Töchter oder Schwiegertöchter der betroffenen Menschen die Pflege. Dabei stellt sich das Belastungserleben für die verschiedenen Angehörigengruppen unterschiedlich dar. Am meisten gefährdet sind die Hauptpflegepersonen, bei denen in Studien ein erhöhtes Risiko festgestellt wurde, später selbst an einer Demenz zu erkranken. Aber auch die etwas weniger involvierten familiären Kontaktpersonen sind besonderen Belastungen ausgesetzt. Studien liegen unter anderem für die Enkel von Erkrankten und für die Ehepartner der Betroffenen vor.
Für die Angehörigen von Menschen mit Demenz gibt es in fast jedem größeren Ort Unterstützungs- und Entlastungsangebote. So haben nahezu alle psychiatrischen Kliniken, Universitätskliniken und andere große Kliniken eine gerontopsychiatrische Station und/oder eine Gedächtnisambulanz, die auch Gesprächskreise und Beratung für Angehörige anbieten. Weitere Gesprächskreise für Angehörige von Menschen mit Demenz werden von Alzheimergesellschaften, Kirchengemeinden und Wohlfahrtsverbänden organisiert. Die Selbsthilfe-Organisation Deutsche Alzheimer Gesellschaft führt auf ihren Internetseiten die Gedächtnissprechstunden nach Regionen auf. Die örtlichen Alzheimer-Gesellschaften bieten – je nach Kapazitäten, da die Arbeit oft ehrenamtlich geleistet wird – Beratung für Angehörige an oder Veranstaltungen, z. B. Nachmittage für pflegende Angehörige und ihre erkrankten Familienmitglieder als Gelegenheit zum Erfahrungsaustausch, Singkreise sowie Musik- und Tanzcafés. Teils unterstützen Ehrenamtliche der Alzheimer-Gesellschaft Betroffene auch zu Hause beim Bewegungstraining.
Zudem gibt es Kurkliniken, die pflegenden Angehörigen eine Kur ermöglichen, bei der sie ihren an Demenz erkrankten Angehörigen mitnehmen können. Dieser wird dann während der Anwendungen innerhalb der Klinik durch Fachkräfte betreut. Ebenso gibt es Rehabilitationsmaßnahmen für Menschen mit Demenz, bei denen die Angehörigen mitreisen können. Das Programm nennt sich „Medizinische Rehabilitation für Menschen mit Demenz und ihre Angehörigen“, Informationen dazu unter anderem bei der Deutschen Alzheimer-Gesellschaft.
Das SGB XI sieht Pflegekurse für Angehörige und ehrenamtliche Pflegepersonen (§ 45 SGB XI) vor, ebenso wie Angebote zur Unterstützung im Alltag (§ 45a SGB XI; siehe auch: Alltagsbegleiter, Seniorenbetreuer) und eine Förderung entsprechender Versorgungsstrukturen (§ 45c SGB XI).
Der Übergang von Menschen mit Demenz aus der häuslichen Betreuung in eine stationäre Betreuung ist für die Betroffenen und ihre Angehörigen häufig besonders belastend und verlangt nach besonderer Unterstützung. Ergebnisse von Untersuchungen zu diesem Übergang deuten darauf hin, dass Beratungs- und Unterstützungsangebote, die eine Fortführung und zugleich eine Entlastung der häuslichen Pflegesituation erlauben könnten, zwar gegeben sind, den Betroffenen und ihren Angehörigen aber oft kaum oder gar nicht bekannt sind oder von ihnen nicht in Anspruch genommen werden (Stand: 2019).

## Historisches
Der Demenzbegriff wurde im 18. Jahrhundert in der Juristen- und Umgangssprache für jede Form geistiger Störungen verwendet. Im Jahre 1827 trennte Jean-Étienne Esquirol zwischen angeborenem und erworbenem Schwachsinn und führte démence als medizinischen Terminus für letzteren ein. Lange Zeit wurde in der deutschsprachigen Psychiatrie nur das Endstadium des intellektuellen Abbaus als Demenz bezeichnet. Im Jahre 1916 beschrieb Eugen Bleuler das unspezifische hirnorganische Psychosyndrom mit den Merkmalen kognitive Störung, emotionale Veränderung und Persönlichkeitswandel als psychopathologische Folge chronischer Gehirnerkrankungen. Sein Sohn Manfred Bleuler grenzte 1951 davon das hirnlokale Psychosyndrom ab und wies auf seine Ähnlichkeit mit den endokrin verursachten psychischen Störungen hin. Im Zuge der Entwicklung moderner Klassifikationssysteme wie ICD-10 und DSM-IV hat sich die Definition des Demenzsyndroms deutlich erweitert. Dieser Begriff beschreibt heute nicht mehr nur die schweren Fälle kognitiver Störungen, sondern jetzt ein erworbenes komplexes Störungsmuster höherer psychischer Funktionen. Die Störungen können sowohl reversibel als auch irreversibel sein, müssen aber das Gedächtnis betreffen und dürfen nicht mit einer Bewusstseinsstörung einhergehen. Außerdem muss die Bewältigung des Alltags beeinträchtigt sein.

## Volkswirtschaftliche Auswirkungen
Im vierten Altenbericht der deutschen Bundesregierung aus dem Jahr 2004 wurden die Behandlungs- und Pflegekosten für Demenzkranke auf 26 Milliarden Euro geschätzt. Ein großer Anteil hiervon, nämlich 30 % für Pflege, wurde aber bisher nicht ausgabenwirksam, da er durch Angehörige der Patienten erbracht wurde. Im Jahr 2010 werden voraussichtlich 20 % aller Bundesbürger über 65 Jahre alt sein und so die (noch fiktiven) Kosten bei gleichen Bedingungen auf 36,3 Milliarden Euro ansteigen. Aufgrund der sich verändernden Familienstrukturen (Single-Haushalte, Kleinfamilien) wird aber der Anteil der Pflegekosten zusätzlich ansteigen.
Berechnungen aus dem Jahr 2015 beziffern die jährlichen Pflegekosten für einen dementen Menschen mit 15.000 bis 42.000 Euro. Demgegenüber beträgt laut dem Pflegebeauftragten des Bundes, Karl-Josef Laumann, die maximal mögliche Erstattung durch die Pflegeversicherung 14.400 Euro im Jahr.
Die Regierung des Fürstentums Liechtenstein ließ 2012 eine Demenzstrategie ausarbeiten. Dabei kam sie zum Schluss, dass die medizinischen Behandlungskosten (Spitalaufenthalte, Medikamente und Kosten für Diagnostik) im Verhältnis zu den Kosten für Pflege und Betreuung sehr gering sind (lediglich ca. 5 %). Aufgabe der Studie war jedoch nicht das Errechnen des finanziellen Aufwandes, sondern das Aufzeigen von Handlungsalternativen für eine nachhaltige Verbesserung der Betreuung und Pflege von Menschen mit Demenz.

### Lehrbücher
- Naomi Feil, Vicki de Klerk-Rubin: Validation. Ein Weg zum Verständnis verwirrter alter Menschen. 9., überarbeitete und erweiterte Auflage. Reinhardt, München u. a. 2010, ISBN 978-3-497-02156-7.
- Hans Förstl (Hrsg.): Demenzen in Theorie und Praxis. 3., aktualisierte und überarbeitete Auflage. Springer, Berlin u. a. 2011, ISBN 978-3-642-19794-9.
- Hans Förstl (Hrsg.): Lehrbuch der Gerontopsychiatrie und -psychotherapie. Grundlagen, Klinik, Therapie. 2., aktualisierte und erweiterte Auflage. Thieme, Stuttgart u. a. 2003, ISBN 3-13-129922-3.
- Esme Moniz-Cook, Jill Manthorpe: Frühe Diagnose Demenz. Rechtzeitige evidenzbasierte psychosoziale Intervention bei Menschen mit Demenz. Huber, Bern 2010, ISBN 978-3-456-84806-8.
- Hartmut Reinbold, Hans-Jörg Assion: Dementicum. Kompaktwissen über Demenz und Antidepressiva. PGV – PsychoGen-Verlag, Dortmund 2010, ISBN 3-938001-07-0.
- Frank Schneider: Demenz. Der Ratgeber für Patienten und Angehörige. Verstehen, therapieren, begleiten. Herbig, München 2012, ISBN 978-3-7766-2688-9.
- Christoph Metzger: Bauen für Demenz. JOVIS Verlag, Berlin 2016, ISBN 978-3-86859-389-1.
- Walter-Uwe Weitbrecht (Hrsg.): Dementielle Erkrankungen: Diagnose, Differentialdiagnose und Therapie. Berlin/Heidelberg/New York/London/Paris/Tokio 1988.

### Fachgesellschaften
- DEGAM-Leitlinie: Demenz (DEGAM = Deutsche Gesellschaft für Allgemein- und Familienmedizin), AWMF-Registernummer 053/021 (online: Volltext, Patientenversion, Leitlinienreport, Stand 10/2008 (Seite nicht mehr abrufbar, festgestellt im November 2023. Suche in Webarchiven)).
- S3-Leitlinie: Demenzen der Deutschen Gesellschaft für Psychiatrie, Psychotherapie und Nervenheilkunde (DGPPN) und der Deutschen Gesellschaft für Neurologie (DGN), AWMF-Registernummer 038/013 (online: Langfassung, Leitlinien-Report u. a.), Stand: 28. November 2023 (gültig bis 28. November 2024)
- Bundesarbeitsgemeinschaft Hospiz e. V. (Hrsg.): MIT-GEFÜHLT. Curriculum zur Begleitung Demenzkranker in ihrer letzten Lebensphase. Der Hospiz-Verlag, Wuppertal 2004, ISBN 3-9808351-4-6.
- DED-Inventar zur Einschätzung der Veränderung der kognitiven Funktionen, der Affektivität und des Verhaltens von Demenzkranken. (PDF) Deutsche Expertengruppe Dementenbetreuung (Stand 1. November 2014).  (Seite nicht mehr abrufbar, festgestellt im November 2023. Suche in Webarchiven)
- Expertenstandard „Beziehungsgestaltung in der Pflege von Menschen mit Demenz“. Deutsches Netzwerk für Qualitätsentwicklung in der Pflege (DNQP).

## Dokumentarfilme
- Mitgefühl (It Is Not Over Yet). Dänemark 2021, Regie: Louise Detlefsen[114]